# Ендо Масахіро
Ендо Масахіро (яп. 遠藤 昌浩, нар. 15 серпня 1970, Токіо —) — японський футболіст, що грав на позиції захисника.

## Клубна кар'єра
Грав за команду Джубіло Івата, Йокогама, Верді Кавасакі, Сімідзу С-Палс, Мехелен, RAA Louviéroise.

## Виступи за збірну
Дебютував 1994 року в офіційних матчах у складі національної збірної Японії. У формі головної команди країни зіграв 8 матчів.

## Статистика
Статистика виступів у національній збірній.
| Збірна Японії | Збірна Японії | Збірна Японії |
| Роки          | Ігри          | голи          |
| ------------- | ------------- | ------------- |
| 1994          | 8             | 0             |
| Усього        | 8             | 0             |

## Титули і досягнення
- Чемпіон Японії (1):

«Джубіло Івата»: 1997
- Володар Кубка Джей-ліги (1):

«Джубіло Івата»: 1998
- Володар Суперкубка Азії (1):

«Сімідзу С-Палс»: 2000